# Дибенко Микола Кирилович
Микола Кирилович Дибенко (нар. 21 жовтня 1928, місто Новозибков, тепер Брянської області, Російська Федерація — 19 червня 2002, місто Москва) — радянський діяч, 1-й секретар Новосибірського міського комітету КПРС, 2-й секретар ЦК КП Литви, надзвичайний і повноважний посол СРСР в Народній Республіці Мозамбік. Член Бюро ЦК КП Литви в 1978—1986 роках. Кандидат у члени ЦК КПРС у 1981—1990 роках. Депутат Верховної Ради СРСР 10—11-го скликань. Кандидат економічних наук (1978).

## Життєпис
Народився в робітничій родині.
Член ВКП(б) з 1951 року.
У 1952 році закінчив Сибірський гірничо-металургійний інститут.
У 1952—1955 роках — інженер-технолог, начальник відділення, заступник начальника цеху, секретар партійного бюро на заводах в Щербакові (Рибінську) та Новосибірську.
У 1955—1957 роках — завідувач відділу, у 1957—1958 роках — 2-й секретар Октябрського районного комітету КПРС міста Новосибірська. У 1958—1959 роках — голова виконавчого комітету Октябрської районної ради депутатів трудящих міста Новосибірська. У 1959—1962 роках — 1-й секретар Октябрського районного комітету КПРС міста Новосибірська.
З 1962 по січень 1963 року — завідувач відділу промисловості Новосибірського обласного комітету КПРС.
17 січня 1963 — 22 грудня 1964 року — 2-й секретар Новосибірського промислового обласного комітету КПРС.
У грудні 1964 — 1966 року — 1-й секретар Новосибірського міського комітету КПРС.
У 1966—1973 роках — секретар Новосибірського комітету КПРС.
У 1968 році закінчив Заочну вищу партійну школу при ЦК КПРС.
У 1973—1978 роках — на відповідальній роботі у відділі організаційно-партійної роботи ЦК КПРС.
11 грудня 1978 — 17 вересня 1986 року — 2-й секретар ЦК КП Литви.
1 вересня 1986 — 18 березня 1991 року — надзвичайний і повноважний посол СРСР в Народній Республіці Мозамбік.
З 1991 року — на пенсії в Москві. Похований на Троєкуровському цвинтарі.

## Нагороди і звання
- два ордени Трудового Червоного Прапора
- орден «Знак Пошани»
- Почесна грамота Президії Верховної Ради РРФСР
- надзвичайний і повноважний посол СРСР